# Обществен тъкач
Общественият тъкач (Philetairus socius) е вид птица от семейство Тъкачови (Ploceidae), единствен представител на род Philetairus.

## Разпространение и местообитание
Разпространен е в Ботсвана, Намибия и Южна Африка.